# IC 5297
IC 5297 ist eine kompakte Galaxie vom Hubble-Typ C im Sternbild Pegasus am Nordsternhimmel. Sie ist schätzungsweise 372 Millionen Lichtjahre von der Milchstraße entfernt und hat einen Durchmesser von etwa 30.000 Lj. 

Im selben Himmelsareal befinden sich u. a. die Galaxien NGC 7548, IC 5293, IC 5295, IC 5296.
Das Objekt wurde am 22. November 1899 vom französischen Astronomen Stéphane Javelle entdeckt.